# (207) Hedda
(207) Hedda és un asteroide pertanyent al cinturó d'asteroides descobert el 17 d'octubre de 1879 per Johann Palisa des de l'observatori de Pula (Croàcia).
Està nomenat així per Hedwig Winnecke, muller de l'astrònom alemany Friedrich A. T. Winnecke.